# ماغي غرين
ماغي غرين أو ماغي ري (بالإنجليزية: Maggie Greene) شخصية خيالية، من مسلسل الرعب والدراما الذي عرض على قناة إيه إم سي؛ الموتى السائرون. إبتكر الشخصية روبرت كيركمان وتشارلي ألدراد. أدت الممثلة لورين كوهان دور ماغي في المسلسل التلفزيوني.
في كل من المسلسل والكتب المصورة تكون ماغي علاقة مع غلين ويتزوجا في ما بعد. تعيش ماغي في مزرعة مع والدها هيرشل واختها بيث.

## وصلات خارجية
- ماغي غرين في قاعدة بيانات الأفلام على الإنترنت
- ماغي غرين على موقع AMC